# Das Vierte

Logo des frei empfangbaren Disney Channel seit 17. Januar 2014

Ehemaliges Logo bis zum 18. September 2009

Das Vierte (eigene Schreibweise: DAS VIERTE) war ein deutsches privates Vollprogramm.
Der Sender startete am 29. September 2005. Am 1. Juli 2008 übernahm Mini Movie International den defizitären Sender von NBC Universal Deutschland. Im September 2012 erwarb The Walt Disney Company den Sender und teilte am 17. April 2013 mit, dass Das Vierte zum 17. Januar 2014 durch einen neuen, frei empfangbaren Disney Channel ersetzt wird, der als 24-stündiges Vollprogramm für die ganze Familie sendet. Dabei wurde Das Vierte zum 31. Dezember 2013 eingestellt; bis zum Sendestart des Disney Channel wurden Programmhinweise in einer Dauerschleife ausgestrahlt. Der bisherige Disney Channel stellte im Bezahlfernsehen bereits am 29. November 2013 seinen Betrieb ein.

## Geschichte
Das Programm nahm am 29. September 2005 mit dem Film Der Duft der Frauen um 20:15 Uhr den Sendebetrieb auf. Da es in den meisten analogen Kabelnetzen, auf Hotbird sowie auf dem Astra-Satelliten (19,2° Ost) den Programmplatz von NBC Europe übernahm, konnte es von Beginn an 28,5 Millionen und somit rund 80 Prozent aller deutschen Fernsehhaushalte erreichen. Der Sender war bis zum 1. Juli 2008 im Besitz des US-Medienkonzerns NBC Universal, der wiederum zum damaligen Zeitpunkt zu 80 % General Electric und zu 20 Prozent Vivendi Universal gehörte.
Zunächst wurde über den Satelliten Astra eine zweite Version für den Satelliten-Direktempfang und für die digitalen Kabelnetze ausgestrahlt. Im Gegensatz zur parallelen Hotbird-Abstrahlung, die für die Einspeisung in die analogen Kabelnetze vorgesehen war und bei der morgens von 5:00 bis 10:00 Uhr das Programm von CNBC Europe ausgestrahlt wird, setzte man hier auf die morgendlichen Wiederholungen der Fernsehserien vom Vorabend.
Anfang des Jahres 2007 wurde ein Kinderprogramm namens Das Vierte Mini mit Zeichentrickserien sowie Ratgeber- und Kochsendungen ausgestrahlt. Nach nur drei Monaten wurde es Mitte Mai wieder eingestellt. Bis 31. März 2006 existierte nachmittags das Programmfenster des Schwestersenders GIGA.
Seit dem 14. November 2007 wurde auch über Astra die Hotbird-Version ausgestrahlt – zuvor legte man im Oktober des gleichen Jahres den Wahlspruch „Wir sind Hollywood“ ab. Am 1. Februar 2008 wurde die Hotbird-Verbreitung eingestellt, seitdem war Das Vierte ausschließlich über die Astra-Satelliten zu empfangen.
Im Februar 2008 wurde bekannt, dass der Sender verkauft werden soll. Als Käufer kam ein Konsortium aus Jan Mojtos Produktionsfirma Eos und Alexander Trautmannsdorf in Frage. Da Burda nicht an dem Kauf von Das Vierte interessiert war, scheiterten die Verhandlungen mit Alexander Trautmannsdorf. Eigentlich wollte der frühere Kirch-Manager zusammen mit seinem Partner Josef Andorfer – dem ehemaligen Chef bei RTL II – das Zeitschriftenhaus für die Übernahme von Das Vierte mit ins Boot holen. Burda war jedoch der Kaufpreis von 12,5 Millionen Euro zu hoch.
Das Vierte wurde zum 1. Juli 2008 von Mini Movie International Channel übernommen. Mini Movie International Channel gehört Dmitri Anatoljewitsch Lesnewski, der an der Gründung des russischen Senders Ren TV beteiligt war. Lesnewski kündigte an, dass er Das Vierte zum Vollprogramm ausbauen wolle. Geld sollte dabei keine Rolle spielen. Bedingt durch die Werbekrise verwarf Lesnewski dieses Vorhaben bald.
Am 19. September 2009 erschien Das Vierte in grundlegend überarbeiteter visueller Erscheinung. Das neue Logo und Senderdesign entwarf die in Paris ansässige Agentur View.
Zum 1. Januar 2010 wurde die analoge Satellitenausstrahlung auf zwölf Stunden (zwischen 5:00 Uhr bis 17:00 Uhr) begrenzt, am 1. Juli 2010 ganz eingestellt.
Im Mai 2010 versuchte Lesnewski, Das Vierte an die Spirit on Media Group PLC London zu verkaufen. Deren deutsche Tochter Phoenix Medien GmbH sollte, unter der Führung von Ulrich Ende, den Sender wieder zum Erfolg führen. Am 6. Oktober 2010 wurde jedoch bekannt, dass der Verkauf des Senders an die Spirit on Media Group PLC London gescheitert ist. Offenbar konnte der Käufer die Kaufsumme nicht aufbringen. Dmitrij Lesnewskij führte den Sender vorerst in Eigenregie weiter.
Am 23. September 2012 wurde bekannt, dass der Eigentümer des Senders Mini Movie International Das Vierte an die Walt Disney Company veräußert hat. Das Bundeskartellamt stimmte dem Verkauf am 12. November 2012 zu. Daraus entwickelte sich die Idee, den Disney Channel zum Jahresende 2013 von einem Pay- zu einem Free-TV-Sender umzuformen und mit ihm Das Vierte zu ersetzen. Während der bisherige Disney Channel bereits zum 29. November 2013 eingestellt wurde, fand der Wechsel ins frei empfangbare Fernsehen zum 17. Januar 2014 statt.
Vom 1. Januar 2014 bis 17. Januar 2014 war auf dem ehemaligen Sendeplatz von Das Vierte eine Trailershow des neuen Disney Channels zu sehen. Die Senderkennung wurde diesbezüglich bereits in Disney Channel geändert. Seit dem 17. Januar 2014 um 6:00 Uhr ist der Disney Channel auf Sendung.

## Marktanteile

Marktanteile (ab 3 Jahren) in den Jahren 2005 bis 2013

Das Vierte begann ab Oktober 2005 Quoten auszuweisen, also direkt nach Sendestart. Bis zur Einstellung wurden im Durchschnitt ca. 0,4 % der Zuschauer ab drei Jahren erreicht. 2007 und 2008 hatte man den höchsten Marktanteil der Sendergeschichte, mit 0,8 %. Den geringsten Marktanteil erreichte man im letzten Sendejahr, mit 0,1 % (ein Verlust von 0,7 Prozentpunkten gegenüber 2007/2008).
- 2005: 0,5 %
- 2006: 0,6 %
- 2007: 0,8 %
- 2008: 0,8 %
- 2009: 0,6 %
- 2010: 0,2 %
- 2011: 0,2 %
- 2012: 0,2 %
- 2013: 0,1 %
- 2005–2013 ≈ 0,4 %

## Empfang
Je nach Region war Empfang über Kabel analog und digital möglich, in Berlin/Brandenburg, Bremen/Unterweser, Hamburg und Kiel/Lübeck auch über DVB-T. Von Juli 2011 an wurde der Sender dort sowie in Braunschweig und Hannover bereits von 17:00 bis 24:00 Uhr als Teil von MonA TV verbreitet. Später übernahm Das Vierte auch die Sendezeit von Bibel TV, das in Hannover/Braunschweig seit 1. Juni 2012 auf einem neu eingerichteten DVB-T-Sendeplatz ausgestrahlt wird.
Über Satellit war Das Vierte auf Astra 1M verfügbar:

## Micromovie Award
Der Micromovie-Award war ein Filmideewettbewerb, präsentiert von Das Vierte zwischen 2006 und 2008. Die Idee des micromovie Awards war es, nicht-professionellen Personen die Möglichkeit zu geben, ihre Ideen und Geschichten professionell umsetzen zu lassen.

## Programm
Das Vierte ging ursprünglich mit dem Slogan Wir sind Hollywood auf Sendung. Weiterhin wurden gelegentlich Übertragungen von Poker sowie regelmäßig Erotiknachtprogramme von Playboy TV aus den Jahren 1995 bis 2006 gezeigt. Häufig folgten unmittelbar auf die Erotiksendungen am frühen Morgen evangelikale Fernsehgottesdienste verschiedener Gemeinden, in denen gelegentlich eben solche Erotiksendungen kritisiert werden.
Ende Mai 2008 gab Das Vierte bekannt, zunächst die wochentäglichen Call-in-Gewinnspiele einzustellen und – sobald finanziell möglich – auch die Wochenendsendungen.
Von Anfang 2010 bis zum 1. Juli 2013 wurde ein Programmfenster von AstroTV im Tagesprogramm gesendet.
Ab dem 1. Januar 2011 änderte der Sender erneut sein Programmschema vor dem Hintergrund einer Kooperation mit dem Sender Anixe. Das Vierte übernahm in mehreren Programmfenstern das Programm von Anixe.
Zum 1. September 2012 wurden sämtliche Erotiksendungen abgesetzt. Im Nachtprogramm lief nun die Sitcom Ein Haus voller Töchter, eine Spielfilmwiederholung und jeweils wechselnd diverse Anixe-Dokumentationen. Auch im Teletext des Senders gab es seit 1. September 2012 keine kommerziellen Erotikangebote mehr.
Mit Wirkung zum 31. Dezember 2013 wurde das gesamte Programmangebot von Das Vierte eingestellt.

### Filmabende
Jeder der Wochenabende, an denen Filme zu sehen waren, stand meist unter einem bestimmten Motto.
- Abenteuerfilme und Science Fiction (samstags, 5. Oktober 2013 bis 26. Oktober 2013)
- Adieu Tristesse (samstags, 2. November 2013 bis 28. Dezember 2013)
- Best of Bollywood (samstags, 2009)
- Die besten Western (samstags, 2012)
- Die Wilden 90er (samstags, 2012)
- Filmreihen (samstags, bis 28. September 2013)
- Happy Sunday (sonntags, 2012)
- Heimatabend (freitags, 2012)
- Hollywood Superstars (freitags, 1. Oktober 2005 bis 28. Juni 2013)
- Horrorfilme (donnerstags, 3. Oktober 2013 bis 7. November 2013)
- Immer wieder sonntags (sonntags, 2012)
- Klasse Krimis (donnerstags, bis 26. September 2013)
- Kriegsfilme (dienstags, bis 17. Dezember 2013)
- und... Action! (2012)
- Wild West (montags, bis 30. Dezember 2013)

### Fernsehserien
- Air America, US-amerikanische Actionserie (2013)
- Airwolf, US-Actionserie (2006–2007)
- Alias – Die Agentin, US-Actionserie (2009)
- Auf schlimmer und ewig (Oktober 2013)
- Ausgerechnet Alaska, US-Dramaserie (2005–2006)
- B.L. Stryker, US-Krimiserie (2005–2006)
- Baywatch – Die Rettungsschwimmer von Malibu, US-Actionserie (2007)
- Beverly Hills, 90210, US-Dramaserie (2006)
- Bill Cosby, US-Sitcom (2013)
- Detektiv Rockford – Anruf genügt, US-Krimiserie (2006–2007)
- Die Profis, englische Krimiserie (2007–2009)
- Die Sullivans, australische Familienserie (2013)
- Die 2, englische Krimiserie (2007–2010)
- Drei Engel für Charlie, US-Krimiserie (2007–2008)
- Ein Colt für alle Fälle, US-Krimiserie (2007–2009)
- Ein Haus voller Töchter, Eigenproduktion mit Moritz Lindbergh (2011–2013)
- Eine himmlische Familie, US-Familienserie (2008)
- Gene Simmons Family Jewels – Papa war ein Kiss, US-amerikanische Doku-Soap (2007–2009)
- Ghost Hunters, US-amerikanische Doku-Soap (2009–2010)
- Ghost Hunters International, US-amerikanische Doku-Soap (2009–2010)
- Hart aber herzlich, US-Krimiserie (2007–2009)
- Hawaii Fünf-Null, US-Krimiserie (2006)
- Ihr Auftritt, Al Mundy, US-Krimiserie (2006–2007)
- Knight Rider, US-Actionserie (2005–2008)
- Law & Order, US-Krimiserie (2006–2008)
- Magnum, US-Krimiserie (2006)
- Melrose Place, US-Dramaserie (2006)
- Mini Movie, Kurzfilme aus dem Mini Movie Channel (2011–2013)
- Mini-Max, US-amerikanische Kriminalkomödie (2013)
- Mike Hammer, US-Krimiserie (2007)
- Noch mal mit Gefühl (Juni–Oktober 2013)
- Murphy Brown, US-Sitcom (2013)
- Quincy, US-Krimiserie (2005–2006)
- Remington Steele, US-Krimiserie (2007–2009)
- Roswell, US-Science-Fiction-Fernsehserie (2009)
- Sea Patrol, australische Actionserie (2011–2013)
- Simon & Simon, US-Krimiserie (2005–2006)
- Simon Templar, englische Krimiserie (2007–2010)
- Starsky & Hutch, US-Krimiserie (2007)
- Tarzan (2011–2012)
- Time Tunnel, US-amerikanische Science-Fiction-Serie (2013)
- Viper, US-amerikanische Actionserie (2013)
- Zorro (2011–2012)

### Magazine und Dokumentationen
- Abenteuer Ozean, US-Dokumentationsreihe (2010–2013)
- Autos mit Stil, Anixe-Dokumentation (bis August 2013)
- Autsch TV … das gibt’s doch gar nicht (Clipshow mit Sandy Mölling, 2007–2008)
- Berggespräche (mit Jasmin Devi und Philipp Jelinek, 2010–2011)
- Cut! Das Kinomagazin (mit Sabrina Staubitz, 2005–2007)
- Deutschland hilft (Hilfsorganisation, 2012–2013)
- Die Schatztaucher, Anixe-Dokumentation (bis März 2013)
- Echo und die Elefanten, Anixe-Dokumentation (bis März 2013)
- Echt hart! Menschen am Limit (Clipshow, 2007–2009)
- Geheimnisvolles Australien, australische Dokumentationsreihe (2011–2013)
- Gesammeltes Wissen, Anixe-Dokumentation (bis Oktober 2012)
- Globe – Das Reisemagazin (mit Kerstin Linnartz, 2009)
- Hope – Schutzengel der Wildtiere, Anixe-Dokumentation (2013)
- Keep It Green, Anixe-Dokumentation (bis April 2013)
- Look – Das Fashionmagazin (2009)
- Neues aus der Medizin (mit Klaus Wiesinger, 2010–2013)
- Sammeln ist mein Leben, Anixe-Dokumentation (bis März 2013)
- Schwindende Welt, Anixe-Dokumentation (bis März 2013)
- Shamwari – Wildes Leben, Anixe-Dokumentation (bis März 2013)
- Sport-Desaster … die spektakulärsten Sportunfälle der Welt (Clipshow mit Sandy Mölling, 2008–2009)
- Wildwasser, Anixe-Dokumentation (bis März 2013)

### Programmblöcke
- GIGA (von NBC Europe übernommen/30. November 1998 bis 31. März 2006)
- Anixe (1. Januar 2011 bis 5. März 2012)
- AstroTV (Anfang 2010 bis 1. Juli 2013)
- CNBC Europe (von NBC Europe übernommen/Oktober 1993 bis Dezember 2013)
- Playboy TV (bis 1. September 2012)

## Sonstiges
Am 29. September 2005 fand das Launch-Event im Hauptzollamt München u. a. mit den Gästen Woody Harrelson, Die Fantastischen Vier und Veronica Ferres statt.